# سینیموایپانگا
سینیموایپانگا (به لاتین: Tsinimoipanga-Mihaboini) یک منطقهٔ مسکونی در اتحاد قمر است که در گرند کومور واقع شده‌است. سینیموایپانگا ۲٬۱۰۹ نفر جمعیت دارد.